# Basílica de Santa María (Phoenix)
La Basílica de Santa María (en inglés: St. Mary's Basilica; llamada también La "Iglesia de la Inmaculada Concepción de la Bienaventurada Virgen María") en la Diócesis de Phoenix, en Arizona, Estados Unidos fue fundada en 1881 y fue dirigida por los frailes franciscanos desde 1895.
La iglesia fue terminada en 1914, dedicada en 1915, y figura en el registro nacional de lugares históricos como la Iglesia de Santa María desde 1978. Es la parroquia católica más antigua en el área metropolitana de Phoenix, en Arizona, y fue la única parroquia católica de Phoenix hasta 1924. Presenta, además, la mayor colección de vitrales de Arizona.
El Papa Juan Pablo II elevó Santa María a Basílica menor antes de su visita a Phoenix de 1987, concretamente fue el 2 de septiembre de 1985, cuando la Santa Sede le otorgó al templo esta distinción.